# Eleições parlamentares em São Marino em 2019
As eleições parlamentares no São Marino em 2019 foram realizadas em 8 de dezembro de 2019, para eleger os 60 membros do Conselho Grande e Geral.

## Sistema eleitoral
Os 60 membros do Conselho Grande e Geral são eleitos por representação proporcional, com assentos atribuídos segundo o método d'Hondt. A cláusula de barreira é calculada multiplicando o número de partidos que concorrem nas eleições por 0,4, com um limite máximo possível de 3,5%. Desde o referendo de 2016 em São Marino, os eleitores têm a opção de votar preferencialmente em qualquer candidato específico da lista que escolherem. Aos candidatos que obtiverem o voto mais preferencial são atribuídos lugares prioritários conquistados na lista.
Se nenhum partido receber a maioria, ou os dois maiores partidos não conseguirem formar um governo de coligação dentro de 30 dias após as eleições, um segundo turno será realizado entre as duas coligação mais populares, com o vencedor recebendo um bónus de assento para dar-lhes um maioria. É a primeira vez que o segundo turno facultativo será aplicado após a sua aprovação num referendo de junho de 2019.

## Resultados Oficiais
| Partido                     | Partido                                 | Partido                                 | Votos          | %               | +/-     | Deputados | +/-   |
| --------------------------- | --------------------------------------- | --------------------------------------- | -------------- | --------------- | ------- | --------- | ----- |
|                             | Partido Democrata Cristão de São Marino | Partido Democrata Cristão de São Marino | 5 991          | 33,34 / 100,00  | 8,88    | 21 / 60   | 11    |
|                             |                                         | Movimento Cívico RETE                   | 3 276          | 18,23 / 100,00  | 0,10    | 11 / 60   | 2     |
|                             | Domani Motus Liberi                     | 1 112                                   | 6,19 / 100,00  | Novo            | 4 / 60  | Novo      |       |
|                             | Votos diretos na coligação              | 57                                      | 0,32 / 100,00  | -               | 0 / 60  | -         |       |
| Amanhã em Movimento (Total) | Amanhã em Movimento (Total)             | 4 445                                   | 24,74 / 100,00 | 1,45            | 15 / 60 | 6         |       |
|                             | Libera São Marino                       | Libera São Marino                       | 2 963          | 16,49 / 100,00  | 4,89    | 10 / 60   | 14    |
|                             | Nós pela República                      | Nós pela República                      | 2 360          | 13,13 / 100,00  | 6,32    | 8 / 60    | 1     |
|                             | República do Futuro                     | República do Futuro                     | 1 849          | 10,29 / 100,00  | 0,69    | 6 / 60    | 5     |
|                             | Elego para uma Nova República           | Elego para uma Nova República           | 361            | 2,01 / 100,00   | 0,69    | 0 / 60    | 5     |
| Votos Inválidos             | Votos Inválidos                         | Votos Inválidos                         | 1 265          | 6,58 / 100,00   | 2,39    |           |       |
| Total                       | Total                                   | Total                                   | 19 234         | 100,00 / 100,00 |         | 60 / 60   |       |
| Eleitorado/Participação     | Eleitorado/Participação                 | Eleitorado/Participação                 | 34 511         | 55,73 / 100,00  | 3,92    |           |       |
| Fonte                       | Fonte                                   | Fonte                                   | [ 7 ]          | [ 7 ]           | [ 7 ]   | [ 7 ]     | [ 7 ] |

| ↓    |     |     |      |    |      |
| RETE | DML | LSM | NplR | RF | PDCS |
| 11   | 4   | 10  | 8    | 6  | 21   |

## Resultados por Município
A tabela apresenta os resultados dos partidos que elegeram deputados:
| Município            | PDCS  | DiM   | LSM   | NplR  | RF    | Votantes |
| -------------------- | ----- | ----- | ----- | ----- | ----- | -------- |
| Acquaviva            | 24,85 | 28,43 | 22,24 | 13,83 | 9,28  | 1 108    |
| Borgo Maggiore       | 33,37 | 25,69 | 15,29 | 11,10 | 11,87 | 3 776    |
| Cidade de São Marino | 35,92 | 22,75 | 15,30 | 12,48 | 11,47 | 2 336    |
| Chiesanuova          | 37,48 | 20,78 | 17,23 | 8,88  | 14,39 | 597      |
| Domagnano            | 34,25 | 27,00 | 13,04 | 13,04 | 11,20 | 1 976    |
| Faetano              | 28,14 | 24,32 | 17,65 | 22,10 | 6,36  | 673      |
| Fiorentino           | 32,34 | 24,24 | 18,96 | 15,21 | 8,49  | 1 398    |
| Montegiardino        | 38,62 | 21,64 | 13,62 | 15,11 | 10,45 | 573      |
| Serravalle           | 34,15 | 25,45 | 16,16 | 12,96 | 9,37  | 5 663    |
| Exterior             | 30,09 | 19,02 | 22,33 | 14,95 | 8,89  | 1 134    |
| São Marino           | 33,34 | 24,74 | 16,49 | 13,13 | 10,29 | 19 234   |

### Acquaviva
| Partido                     | Partido                                 | Partido                                 | Votos          | %               |
| --------------------------- | --------------------------------------- | --------------------------------------- | -------------- | --------------- |
|                             |                                         | Movimento Cívico RETE                   | 245            | 23,69 / 100,00  |
|                             | Domani Motus Liberi                     | 42                                      | 4,06 / 100,00  |                 |
|                             | Votos diretos na coligação              | 7                                       | 0,68 / 100,00  |                 |
| Amanhã em Movimento (Total) | Amanhã em Movimento (Total)             | 294                                     | 28,43 / 100,00 |                 |
|                             | Partido Democrata Cristão de São Marino | Partido Democrata Cristão de São Marino | 257            | 24,85 / 100,00  |
|                             | Libera São Marino                       | Libera São Marino                       | 230            | 22,24 / 100,00  |
|                             | Nós pela República                      | Nós pela República                      | 143            | 13,83 / 100,00  |
|                             | República do Futuro                     | República do Futuro                     | 96             | 9,28 / 100,00   |
|                             | Elego para uma Nova República           | Elego para uma Nova República           | 14             | 1,35 / 100,00   |
| Votos Inválidos             | Votos Inválidos                         | Votos Inválidos                         | 74             | 6,68 / 100,00   |
| Total                       | Total                                   | Total                                   | 1 108          | 100,00 / 100,00 |
| Eleitorado/Participação     | Eleitorado/Participação                 | Eleitorado/Participação                 | 1 386          | 79,94 / 100,00  |
| Fonte                       | Fonte                                   | Fonte                                   | [ 8 ]          | [ 8 ]           |

### Borgo Maggiore
| Partido                     | Partido                                 | Partido                                 | Votos          | %               |
| --------------------------- | --------------------------------------- | --------------------------------------- | -------------- | --------------- |
|                             | Partido Democrata Cristão de São Marino | Partido Democrata Cristão de São Marino | 1 181          | 33,37 / 100,00  |
|                             |                                         | Movimento Cívico RETE                   | 654            | 18,48 / 100,00  |
|                             | Domani Motus Liberi                     | 237                                     | 6,70 / 100,00  |                 |
|                             | Votos diretos na coligação              | 18                                      | 0,51 / 100,00  |                 |
| Amanhã em Movimento (Total) | Amanhã em Movimento (Total)             | 909                                     | 25,69 / 100,00 |                 |
|                             | Libera São Marino                       | Libera São Marino                       | 541            | 16,49 / 100,00  |
|                             | Nós pela República                      | Nós pela República                      | 541            | 15,29 / 100,00  |
|                             | República do Futuro                     | República do Futuro                     | 420            | 11,87 / 100,00  |
|                             | Elego para uma Nova República           | Elego para uma Nova República           | 95             | 2,68 / 100,00   |
| Votos Inválidos             | Votos Inválidos                         | Votos Inválidos                         | 237            | 6,28 / 100,00   |
| Total                       | Total                                   | Total                                   | 3 776          | 100,00 / 100,00 |
| Eleitorado/Participação     | Eleitorado/Participação                 | Eleitorado/Participação                 | 4 713          | 80,12 / 100,00  |
| Fonte                       | Fonte                                   | Fonte                                   | [ 8 ]          | [ 8 ]           |

### Cidade de São Marino
| Partido                     | Partido                                 | Partido                                 | Votos          | %               |
| --------------------------- | --------------------------------------- | --------------------------------------- | -------------- | --------------- |
|                             | Partido Democrata Cristão de São Marino | Partido Democrata Cristão de São Marino | 777            | 35,92 / 100,00  |
|                             |                                         | Movimento Cívico RETE                   | 368            | 17,01 / 100,00  |
|                             | Domani Motus Liberi                     | 122                                     | 5,64 / 100,00  |                 |
|                             | Votos diretos na coligação              | 2                                       | 0,09 / 100,00  |                 |
| Amanhã em Movimento (Total) | Amanhã em Movimento (Total)             | 492                                     | 22,75 / 100,00 |                 |
|                             | Libera São Marino                       | Libera São Marino                       | 331            | 15,30 / 100,00  |
|                             | Nós pela República                      | Nós pela República                      | 270            | 12,48 / 100,00  |
|                             | República do Futuro                     | República do Futuro                     | 248            | 11,47 / 100,00  |
|                             | Elego para uma Nova República           | Elego para uma Nova República           | 45             | 2,08 / 100,00   |
| Votos Inválidos             | Votos Inválidos                         | Votos Inválidos                         | 173            | 7,41 / 100,00   |
| Total                       | Total                                   | Total                                   | 2 336          | 100,00 / 100,00 |
| Eleitorado/Participação     | Eleitorado/Participação                 | Eleitorado/Participação                 | 2 928          | 79,78 / 100,00  |
| Fonte                       | Fonte                                   | Fonte                                   | [ 8 ]          | [ 8 ]           |

### Chiesanuova
| Partido                     | Partido                                 | Partido                                 | Votos          | %               |
| --------------------------- | --------------------------------------- | --------------------------------------- | -------------- | --------------- |
|                             | Partido Democrata Cristão de São Marino | Partido Democrata Cristão de São Marino | 211            | 37,48 / 100,00  |
|                             |                                         | Movimento Cívico RETE                   | 85             | 15,10 / 100,00  |
|                             | Domani Motus Liberi                     | 31                                      | 5,51 / 100,00  |                 |
|                             | Votos diretos na coligação              | 1                                       | 0,18 / 100,00  |                 |
| Amanhã em Movimento (Total) | Amanhã em Movimento (Total)             | 117                                     | 20,78 / 100,00 |                 |
|                             | Libera São Marino                       | Libera São Marino                       | 97             | 17,23 / 100,00  |
|                             | República do Futuro                     | República do Futuro                     | 81             | 14,39 / 100,00  |
|                             | Nós pela República                      | Nós pela República                      | 50             | 8,88 / 100,00   |
|                             | Elego para uma Nova República           | Elego para uma Nova República           | 7              | 1,24 / 100,00   |
| Votos Inválidos             | Votos Inválidos                         | Votos Inválidos                         | 34             | 5,70 / 100,00   |
| Total                       | Total                                   | Total                                   | 597            | 100,00 / 100,00 |
| Eleitorado/Participação     | Eleitorado/Participação                 | Eleitorado/Participação                 | 776            | 76,93 / 100,00  |
| Fonte                       | Fonte                                   | Fonte                                   | [ 8 ]          | [ 8 ]           |

### Domagnano
| Partido                     | Partido                                 | Partido                                 | Votos          | %               |
| --------------------------- | --------------------------------------- | --------------------------------------- | -------------- | --------------- |
|                             | Partido Democrata Cristão de São Marino | Partido Democrata Cristão de São Marino | 633            | 34,25 / 100,00  |
|                             |                                         | Movimento Cívico RETE                   | 384            | 20,78 / 100,00  |
|                             | Domani Motus Liberi                     | 111                                     | 6,01 / 100,00  |                 |
|                             | Votos diretos na coligação              | 4                                       | 0,22 / 100,00  |                 |
| Amanhã em Movimento (Total) | Amanhã em Movimento (Total)             | 499                                     | 27,00 / 100,00 |                 |
|                             | Libera São Marino                       | Libera São Marino                       | 241            | 13,04 / 100,00  |
|                             | Nós pela República                      | Nós pela República                      | 241            | 13,04 / 100,00  |
|                             | República do Futuro                     | República do Futuro                     | 207            | 11,20 / 100,00  |
|                             | Elego para uma Nova República           | Elego para uma Nova República           | 27             | 1,46 / 100,00   |
| Votos Inválidos             | Votos Inválidos                         | Votos Inválidos                         | 128            | 6,48 / 100,00   |
| Total                       | Total                                   | Total                                   | 1 976          | 100,00 / 100,00 |
| Eleitorado/Participação     | Eleitorado/Participação                 | Eleitorado/Participação                 | 2 473          | 79,90 / 100,00  |
| Fonte                       | Fonte                                   | Fonte                                   | [ 8 ]          | [ 8 ]           |

### Faetano
| Partido                     | Partido                                 | Partido                                 | Votos          | %               |
| --------------------------- | --------------------------------------- | --------------------------------------- | -------------- | --------------- |
|                             | Partido Democrata Cristão de São Marino | Partido Democrata Cristão de São Marino | 177            | 28,14 / 100,00  |
|                             |                                         | Movimento Cívico RETE                   | 106            | 16,85 / 100,00  |
|                             | Domani Motus Liberi                     | 45                                      | 7,15 / 100,00  |                 |
|                             | Votos diretos na coligação              | 2                                       | 0,32 / 100,00  |                 |
| Amanhã em Movimento (Total) | Amanhã em Movimento (Total)             | 153                                     | 24,32 / 100,00 |                 |
|                             | Nós pela República                      | Nós pela República                      | 139            | 22,10 / 100,00  |
|                             | Libera São Marino                       | Libera São Marino                       | 111            | 17,65 / 100,00  |
|                             | República do Futuro                     | República do Futuro                     | 40             | 6,36 / 100,00   |
|                             | Elego para uma Nova República           | Elego para uma Nova República           | 9              | 1,43 / 100,00   |
| Votos Inválidos             | Votos Inválidos                         | Votos Inválidos                         | 44             | 6,54 / 100,00   |
| Total                       | Total                                   | Total                                   | 673            | 100,00 / 100,00 |
| Eleitorado/Participação     | Eleitorado/Participação                 | Eleitorado/Participação                 | 825            | 81,58 / 100,00  |
| Fonte                       | Fonte                                   | Fonte                                   | [ 8 ]          | [ 8 ]           |

### Fiorentino
| Partido                     | Partido                                 | Partido                                 | Votos          | %               |
| --------------------------- | --------------------------------------- | --------------------------------------- | -------------- | --------------- |
|                             | Partido Democrata Cristão de São Marino | Partido Democrata Cristão de São Marino | 423            | 32,34 / 100,00  |
|                             |                                         | Movimento Cívico RETE                   | 240            | 18,35 / 100,00  |
|                             | Domani Motus Liberi                     | 74                                      | 5,66 / 100,00  |                 |
|                             | Votos diretos na coligação              | 3                                       | 0,23 / 100,00  |                 |
| Amanhã em Movimento (Total) | Amanhã em Movimento (Total)             | 317                                     | 24,24 / 100,00 |                 |
|                             | Libera São Marino                       | Libera São Marino                       | 248            | 18,96 / 100,00  |
|                             | Nós pela República                      | Nós pela República                      | 199            | 15,21 / 100,00  |
|                             | República do Futuro                     | República do Futuro                     | 111            | 8,49 / 100,00   |
|                             | Elego para uma Nova República           | Elego para uma Nova República           | 10             | 0,76 / 100,00   |
| Votos Inválidos             | Votos Inválidos                         | Votos Inválidos                         | 90             | 6,44 / 100,00   |
| Total                       | Total                                   | Total                                   | 1 398          | 100,00 / 100,00 |
| Eleitorado/Participação     | Eleitorado/Participação                 | Eleitorado/Participação                 | 1 759          | 79,48 / 100,00  |
| Fonte                       | Fonte                                   | Fonte                                   | [ 8 ]          | [ 8 ]           |

### Montegiardino
| Partido                     | Partido                                 | Partido                                 | Votos          | %               |
| --------------------------- | --------------------------------------- | --------------------------------------- | -------------- | --------------- |
|                             | Partido Democrata Cristão de São Marino | Partido Democrata Cristão de São Marino | 207            | 38,62 / 100,00  |
|                             |                                         | Movimento Cívico RETE                   | 86             | 16,04 / 100,00  |
|                             | Domani Motus Liberi                     | 28                                      | 5,22 / 100,00  |                 |
|                             | Votos diretos na coligação              | 2                                       | 0,37 / 100,00  |                 |
| Amanhã em Movimento (Total) | Amanhã em Movimento (Total)             | 116                                     | 21,64 / 100,00 |                 |
|                             | Nós pela República                      | Nós pela República                      | 81             | 15,11 / 100,00  |
|                             | Libera São Marino                       | Libera São Marino                       | 73             | 13,62 / 100,00  |
|                             | República do Futuro                     | República do Futuro                     | 56             | 10,45 / 100,00  |
|                             | Elego para uma Nova República           | Elego para uma Nova República           | 3              | 0,56 / 100,00   |
| Votos Inválidos             | Votos Inválidos                         | Votos Inválidos                         | 37             | 6,46 / 100,00   |
| Total                       | Total                                   | Total                                   | 573            | 100,00 / 100,00 |
| Eleitorado/Participação     | Eleitorado/Participação                 | Eleitorado/Participação                 | 659            | 86,95 / 100,00  |
| Fonte                       | Fonte                                   | Fonte                                   | [ 8 ]          | [ 8 ]           |

### Serravalle
| Partido                     | Partido                                 | Partido                                 | Votos          | %               |
| --------------------------- | --------------------------------------- | --------------------------------------- | -------------- | --------------- |
|                             | Partido Democrata Cristão de São Marino | Partido Democrata Cristão de São Marino | 1 807          | 34,15 / 100,00  |
|                             |                                         | Movimento Cívico RETE                   | 993            | 18,76 / 100,00  |
|                             | Domani Motus Liberi                     | 339                                     | 6,41 / 100,00  |                 |
|                             | Votos diretos na coligação              | 15                                      | 0,28 / 100,00  |                 |
| Amanhã em Movimento (Total) | Amanhã em Movimento (Total)             | 1 347                                   | 25,45 / 100,00 |                 |
|                             | Libera São Marino                       | Libera São Marino                       | 855            | 16,16 / 100,00  |
|                             | Nós pela República                      | Nós pela República                      | 686            | 12,96 / 100,00  |
|                             | República do Futuro                     | República do Futuro                     | 496            | 9,37 / 100,00   |
|                             | Elego para uma Nova República           | Elego para uma Nova República           | 101            | 1,91 / 100,00   |
| Votos Inválidos             | Votos Inválidos                         | Votos Inválidos                         | 371            | 6,55 / 100,00   |
| Total                       | Total                                   | Total                                   | 5 663          | 100,00 / 100,00 |
| Eleitorado/Participação     | Eleitorado/Participação                 | Eleitorado/Participação                 | 7 201          | 78,64 / 100,00  |
| Fonte                       | Fonte                                   | Fonte                                   | [ 8 ]          | [ 8 ]           |

### Exterior
| Partido                     | Partido                                 | Partido                                 | Votos          | %               |
| --------------------------- | --------------------------------------- | --------------------------------------- | -------------- | --------------- |
|                             | Partido Democrata Cristão de São Marino | Partido Democrata Cristão de São Marino | 318            | 30,09 / 100,00  |
|                             | Libera São Marino                       | Libera São Marino                       | 236            | 22,33 / 100,00  |
|                             |                                         | Movimento Cívico RETE                   | 115            | 10,88 / 100,00  |
|                             | Domani Motus Liberi                     | 83                                      | 7,85 / 100,00  |                 |
|                             | Votos diretos na coligação              | 3                                       | 0,28 / 100,00  |                 |
| Amanhã em Movimento (Total) | Amanhã em Movimento (Total)             | 201                                     | 19,02 / 100,00 |                 |
|                             | Nós pela República                      | Nós pela República                      | 158            | 14,95 / 100,00  |
|                             | República do Futuro                     | República do Futuro                     | 94             | 8,89 / 100,00   |
|                             | Elego para uma Nova República           | Elego para uma Nova República           | 50             | 4,73 / 100,00   |
| Votos Inválidos             | Votos Inválidos                         | Votos Inválidos                         | 77             | 6,79 / 100,00   |
| Total                       | Total                                   | Total                                   | 1 134          | 100,00 / 100,00 |
| Eleitorado/Participação     | Eleitorado/Participação                 | Eleitorado/Participação                 | 11 791         | 9,62 / 100,00   |
| Fonte                       | Fonte                                   | Fonte                                   | [ 9 ]          | [ 9 ]           |